# Brice Parain
Pour les articles homonymes, voir Parain.
Brice Parain (Courcelles-sous-Jouarre, 10 mars 1897 - Verdelot, 20 mars 1971) est un philosophe et essayiste français. À l’instar d’écrivains tels que Maurice Blanchot et Louis-René Des Forêts, il explore à travers son œuvre les liens entre silence et littérature.

## Biographie
Brice Parain est ancien élève de l'École normale supérieure (promotion L1919), agrégé de philosophie (1922) et diplômé de l'École des langues orientales.
Il s'intéresse principalement aux grands mouvements intellectuels et politiques de son temps. Ses travaux portent notamment sur le communisme, le surréalisme et l'existentialisme, dont il anticipe l'échec dans certains de ses premiers ouvrages, tels Essai sur la misère humaine (1934) et Retour à la France (1936). Parain défend le journal Le Nouveau Détective, fondé par Joseph et Georges Kessel en 1928 et spécialisé dans l'évocation des faits divers.
Il est obsédé par les problèmes du langage. Le critique Charles Blanchard le surnomme « le Sherlock Holmes du langage ». Il ne cesse de scruter les mystères de l'origine et de l'évolution des mots. En témoignent des essais plus tardifs, comme Essai sur le Logos platonicien (1942), Recherches sur la nature et la fonction du langage (1942) ou Sur la dialectique (1953).
Pierre Hebey a souligné ses ambiguïtés sous l'Occupation et le soutien durablement apporté à Drieu La Rochelle. Son chapitre « Brice Parain, un témoin à décharge » est particulièrement éclairant (La Nouvelle Revue Française des années sombres, p. 398).
Après-guerre, il s'engage aux côtés de Robert Antelme et d'André Breton, entre autres, au sein de la revue Le 14 juillet contre le retour au pouvoir du général de Gaulle en 1958. Il dirige le tome 1 de L'Histoire de la philosophie dans L'Encyclopédie de la Pléiade.
Durant toute cette seconde période, Parain publie beaucoup : entre autres, un roman, Joseph, une pièce de théâtre, Noir sur blanc, et des essais comme De fil en aiguille, France, marchande d´église et Petite métaphysique du langage. 
Parain est l'un des principaux collaborateurs des débuts des éditions Gallimard (à partir de 1927), secrétaire et ami des frères Gallimard, en particulier de Gaston. Il est directeur de la collection « L'Encyclopédie de la Pléiade » et traducteur des grands textes russes publiés dans cette maison d´édition. Après les Langues Orientales, il reste très marqué par son séjour en Russie et son expérience russe.  
Toute sa vie, il demeure en marge des intellectuels français attirés par le communisme. Il a connu sur le terrain toute la problématique de la révolution russe ; il parle russe, il est en contact avec les écrivains du pays et il est très critique vis-à-vis du système. 
Brice Parain résidera toute sa vie à Sceaux, lieu où il écrira une grande partie de son œuvre. Il possède une maison, Le Pressoir, à Verdelot, en Seine-et-Marne.
Il a épousé en 1926 l'illustratrice russe Nathalie Tchelpanova. Après la mort de cette dernière, il épouse en 1961 Éliane Pérès, une peintre, et leur vie commune durera de 1961 à 1971, date de la mort de l'auteur. 
Il est enterré au cimetière de Verdelot auprès de sa première femme, Nathalie.

## Brice Parain et le communisme
« Diplômé des Langues Orientales, il devient attaché culturel et effectue son premier séjour en URSS en 1925. Deux ans plus tard, il revient en France, rencontre Jean Paulhan, devient le secrétaire de Gaston Gallimard.  D’abord communiste au moment de son séjour en URSS, il se détache de ces idées au début des années 1930 », explique Claire Gruson dans un article intitulé « Benjamin Fondane lecteur de Brice Parain ».
Jérôme Garcin, dans  le Nouvel Observateur du 10 février 2011, affirme : « Un homme, un seul, fut fidèle à Fontenoy, c'est l'écrivain, philosophe et communiste Brice Parain. Ils s'étaient connus sur les bancs d'un collège de Seine-et-Marne. Parain amena Jean Fontenoy à la NRF et lui pardonna ses folies, jusqu'à la guerre, où leurs destins divergèrent. Après le suicide de son ami, l'auteur de La Mort de Jean Madec rendit un troublant hommage à celui qui n'avait pas « triché avec la littérature » et qui préféra « devenir une crapule plutôt qu'un protégé de Paulhan ». Tout est dit, en effet. Reste à le prouver. Ce à quoi s'emploie aujourd'hui Gérard Guégan, avec une opiniâtreté de détective privé. Il a relu les livres de Fontenoy, les meilleurs comme les moins bons, écumé les archives et même rencontré François, son fils unique. »

## Cinéma
On peut voir Brice Parain dans Vivre sa vie (1962) de Jean-Luc Godard, où il s'entretient avec Anna Karina dans un café parisien, ainsi que dans l'Entretien sur Pascal (1965), d'Éric Rohmer,.

## Publications
- Essai sur la misère humaine, Grasset, 1934
- Retour à la France, Grasset, 1936
- Recherches sur la nature et les fonctions du langage, Gallimard, 1942 (thèse de doctorat ès lettres)
- Essai sur le logos platonicien, Gallimard, 1942 (thèse complémentaire)
- La Mort de Jean Madec, Grasset, 1945
- L’Embarras du choix, Gallimard, 1947
- La Mort de Socrate, Gallimard, 1950
- Sur la dialectique, Gallimard, 1953
- De fil en aiguille, Gallimard, 1960
- Noir sur blanc, Gallimard, 1962
- Joseph, Gallimard, 1964
- Entretiens avec Bernard Pingaud, Gallimard, 1966
- France, marchande d’églises, Gallimard, 1966
- Petite métaphysique de la parole, Gallimard, 1969
- Le Sophiste annoté, suivi de l’Invité de Pierre Pachet, Le Nouveau commerce, 1995
- Brice Parain, Georges Perros : correspondance, 1960-1971, Gallimard, 1998